# Pachymelus flavithorax
Pachymelus flavithorax är en biart som beskrevs av Raymond Benoist 1962. Pachymelus flavithorax ingår i släktet Pachymelus och familjen långtungebin. Inga underarter finns listade i Catalogue of Life.